# Aichbach (Gemeinde St. Leonhard am Forst)
Aichbach ist eine Ortschaft und eine Katastralgemeinde der Gemeinde St. Leonhard am Forst im Bezirk Melk in Niederösterreich.

## Geografie
Die wenigen Gebäude von Aichbach liegen südlich von St. Leonhard entlang der Manker Straße. Der Aichbach, der in die Melk abfließt, trat früher jährlich über die Ufer und verursachte beträchtliche Schäden, weshalb im Jahr 2010 mehrere Begradigungen und Aufschüttungen ausgeführt wurden und er damit in Distanz zu den Gebäuden gehalten wird.
Zur Ortschaft zählt weiters die Einzellage In der Höll. Die Katastralgemeinde Aichbach umfasst auch die Ortschaften Diesendorf, Grub bei Harbach, Harbach, Hochstraß und Lachau. Die Katastralgemeinde Aichbach umfasst 92 Adressen, die Ortschaft 9 und der Ort umfasst 8 Adressen. (Stand: 1. April 2020)
Der ehemaligen Ortsgemeinde gehörten weiters auch die Orte Fohra samt den Einzellagen In der Straß, Kühberg und Orthof, Grub bei Pledichen, Nacht und Rührsdorf an, die heute zur Stadtgemeinde Mank zählen.

## Geschichte
Im Jahr 1822 wurde der Ort als Dorf mit sieben Häusern genannt, das nach St. Leonhard eingepfarrt war und wohin auch die Kinder eingeschult wurden. Die Herrschaft St. Leonhard besaß die Ortsobrigkeit, die Herrschaft Peilstein übte die Landgerichtsbarkeit aus und besorgte die Konskription. Die Herrschaften St. Leonhard, Plankenstein, Goldegg, Scheibbs und Peilstein verfügten hier über Untertanen. Laut Adressbuch von Österreich waren im Jahr 1938 in der Ortsgemeinde Aichbach ein Schmied, ein Wagner und drei Landwirte mit Direktvertrieb ansässig.

## Wirtschaft
Der Betrieb P&G Metalltechnik GmbH an der Manker Straße hat sich auf die Anfertigung von Stiegengeländern, Carports, Vordächer und ähnliches spezialisiert.

## Siedlungsentwicklung
Zum Jahreswechsel 1979/1980 befanden sich in der Katastralgemeinde Aichbach insgesamt 119 Bauflächen mit 43.267 m² und 67 Gärten auf 239.570 m², 1989/1990 gab es 118 Bauflächen. 1999/2000 war die Zahl der Bauflächen auf 119 gestiegen und 2009/2010 bestanden 157 Gebäude auf 227 Bauflächen.

## Bodennutzung
Die Katastralgemeinde ist landwirtschaftlich geprägt. 547 Hektar wurden zum Jahreswechsel 1979/1980 landwirtschaftlich genutzt und 63 Hektar waren forstwirtschaftlich geführte Waldflächen. 1999/2000 wurde auf 567 Hektar Landwirtschaft betrieben und 62 Hektar waren als forstwirtschaftlich genutzte Flächen ausgewiesen. Ende 2018 waren 561 Hektar als landwirtschaftliche Flächen genutzt und Forstwirtschaft wurde auf 64 Hektar betrieben. Die durchschnittliche Bodenklimazahl von Aichbach beträgt 44,9 (Stand 2010).